# شوخی دستی

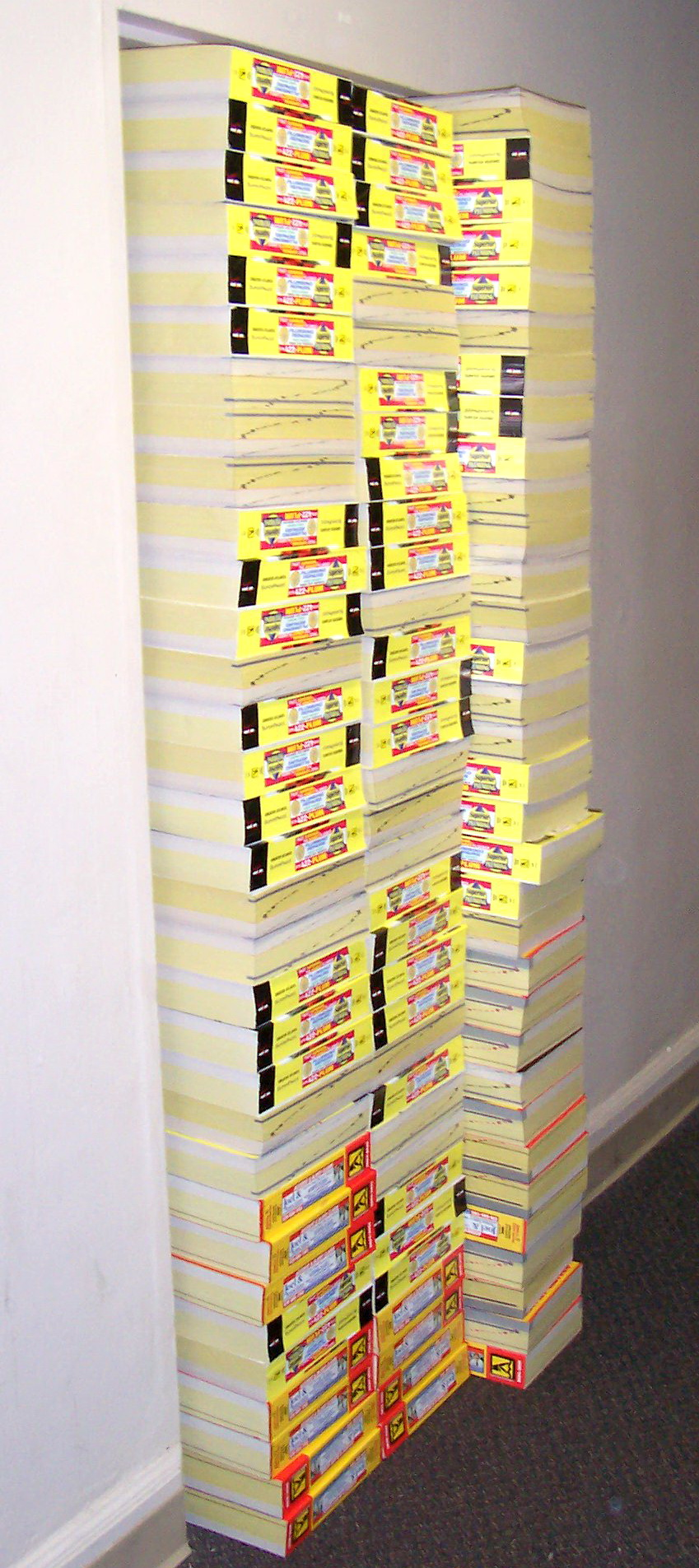
پوشاندن ورودی اتاق به وسیله کتاب تلفن!

شوخی یدی یا شوخی عملی یا شوخی خرکی یا شوخی‌های زننده یا شوخی تند به نوعی از شوخی گفته می‌شود که باعث عدم‌راحتی، خجالت یا رفتن آبروی فرد قربانی می‌شود (مثلا آب ریختن سرکسی) معمولاً این نوع شوخی‌ها بین دوستان خیلی نزدیک باب هست و گاهی باعث ناراحتی فرد قربانی می‌گردد.

## تلویزیون
تعدای از برنامه‌های تلویزیونی که این نوع شوخی را نمایش می‌دهند.
- خنده‌دارترین ویدئوهای خانگی آمریکا
- فون‌جکر
- کله‌خر (مجموعه تلویزیونی)